# Scientists in School
Scientists in School (SiS - littéralement en français : "Scientifiques à l'École") est une organisation caritative canadienne sans but lucratif qui fournit des ateliers éducatifs tournés sur le monde scientifique aux enfants scolarisés de la maternelle à la fin de l'école primaire. Plus de 375 moniteurs formés en science, technologie et ingénierie, dispensent des ateliers pratiques d'une demi-journée à plus d'un demi-million d'enfants chaque année, afin de susciter leur curiosité scientifique,,.

## Histoire
"Scientists in School" a été créée en 1989 par Erica Bruce et le docteur Nancy Williams au sein de la division d'Ajax-Pickering de la fédération canadienne des femmes diplômées d'université (Canadian Federation of University Women, CFUW). À l'origine, SiS était dirigée par la CFUW, mais en 1999 lorsque la participation dépasse les 100 000 enfants, l'organisation devient alors indépendante et est incorporée en tant qu'organisation caritative sans but lucratif, sous le nom de "Scientists in School".

## Localisation
Le programme, "Scientists in School", a fait ses débuts dans la région de Durham, Ontario, au sein de 40 classes d'écoles participantes. Puis le programme s'est agrandi jusqu'à englober la région métropolitaine de Toronto. Présentement, SiS est composée de 5 bureaux régionaux et d'un bureau central en Ontario ainsi que d'un nouveau bureau régional à Lethbridge, Alberta.

## Prix et Récompenses
- Top 100 des meilleurs partenariat École-Entreprise selon le Conference Board du Canada (1997)[5]
- "Michael Smith Award" pour l'excellence dans la promotion des sciences remis par le Conseil de recherche en sciences naturelles et en génie du Canada (CRSNG)[6]
- "Women of Distinction Award" remis à Cindy Adams, directrice exécutive, par le YWCA (Young Men's Christian Association|Young Women's Christian Association) de Durham (2003)[7].
- "Business Excellence Award" remis par la chambre de commerce d'Ajax-Pickering (2009)[8]